# Bulbophyllum socordine
Bulbophyllum socordine är en orkidéart som beskrevs av Jaap J. Vermeulen och James Edward Cootes. Bulbophyllum socordine ingår i släktet Bulbophyllum och familjen orkidéer.
Artens utbredningsområde är Filippinerna. Inga underarter finns listade i Catalogue of Life.